# Ficus botryoides
Ficus botryoides là một loài thực vật có hoa trong họ Moraceae. Loài này được Baker mô tả khoa học đầu tiên năm 1887.